# Xenesthis intermedia
Xenesthis intermedia é uma espécie de aranha pertencente à família Theraphosidae (tarântulas).